# Rancho Zacanco
Rancho Zacanco är en ort i Mexiko.   Den ligger i kommunen Atlatlahucan och delstaten Morelos, i den sydöstra delen av landet, 60 km söder om huvudstaden Mexico City. Rancho Zacanco ligger 1 551 meter över havet och antalet invånare är 144.
Terrängen runt Rancho Zacanco är kuperad norrut, men söderut är den platt. Runt Rancho Zacanco är det tätbefolkat, med 613 invånare per kvadratkilometer. Närmaste större samhälle är Cuautla Morelos, 11,7 km söder om Rancho Zacanco. Omgivningarna runt Rancho Zacanco är en mosaik av jordbruksmark och naturlig växtlighet.